# Donald Edgar Tewes
Donald Edgar Tewes, född 4 augusti 1916 i Merrill i Wisconsin, död 29 augusti 2012 i Waukesha i Wisconsin, var en amerikansk republikansk politiker. Han var ledamot av USA:s representanthus 1957–1959.
Tewes utexaminerades 1938 från Valparaiso University i Indiana, avlade 1940 juristexamen vid University of Wisconsin Law School och inledde sedan sin karriär som advokat i Wisconsin. I andra världskriget tjänstgjorde han i United States Army Air Forces och avancerade till major. År 1957 efterträdde han Glenn Robert Davis som kongressledamot och efterträddes 1959 av Robert Kastenmeier. Tewes var medlem i American Legion.